# Fritz Walter (futbolista)
Friedrich Walter, más conocido como Fritz Walter (Kaiserslautern, 31 de octubre de 1920-Enkenbach-Alsenborn, Renania-Palatinado, 17 de junio de 2002) fue un futbolista alemán. Es considerado una leyenda del fútbol alemán y para la FIFA uno de los grandes del fútbol mundial.

## Biografía
Antes de cumplir 19 años de edad ingresó en el 1. FC Kaiserslautern, club al que estuvo vinculado toda su carrera. Aunque comenzó como delantero, terminaría consagrándose como centrocampista gracias a su gran visión de juego, calidad técnica y liderazgo.
En su época aún no existía una liga nacional en Alemania (la Bundesliga se fundaría en 1963), sino múltiples ligas regionales (Oberligen) que eran el único circuito en que competían los equipos pseudoprofesionales alemanes. Estas serían remodeladas en 1933-34 para el formato de 16 ligas comarcales (Gauligen), con una fase final a escala nacional disputada entre los diferentes vencedores, a la que se uniría el Campeonato de Copa de Clubes de Alemania en 1935.
El Kaiserslautern jugaba en la Gauliga Sudoeste, que dominaron, con tres títulos cada uno, el Offenbacher FC Kickers (1933/34, 1939/40 y 1940/41) y el Wormatia Worms (1935/36, 1936/37 y 1938/39). El Kaiserslautern apenas pasó de la mitad inferior de la tabla, con un séptimo puesto en 1933/34, y hasta descendió en la temporada siguiente. Tras lograr el ascenso en 1936/37, volvería a caer en 1937/38 con el noveno puesto de diez equipos en total.
Para la temporada 1939/40, con la invasión alemana de Polonia, el sistema de ligas alemán fue remodelado. La Gauliga Sudoeste se dividió en dos grupos (Staffeln): Saarpfalz y Mainhessen. Encuadrado en el primero de ellos, el Kaiserslautern alcanzaría el primer puesto, pero no la victoria de liga. En el partido final contra el primer clasificado del otro grupo, el Offenbach, empató 1-1 en tiempo regular y caería 6-3 a los penaltis. En cualquier caso, la mejora del Kaiserslautern fue notable: si bien no revalidó el primer lugar, la temporada siguiente cosechó el segundo puesto tras la FV Saarbrücken.

## Segunda Guerra Mundial
En 1942 la trayectoria de Walter fue interrumpida al ser reclutado por las fuerzas armadas de la Alemania nazi. Walter participó como paracaidista en el frente oriental, donde caería prisionero. El final de la guerra encontró a Walter, de 24 años, en un campo de prisioneros de guerra en Maramureș (Rumania), en el que jugaba con guardias húngaros y eslovacos. Cuando llegaron los soviéticos, generalmente se llevaban a todos los prisioneros alemanes de vuelta a los gulags de la Unión Soviética. Uno de los guardias de la prisión húngara había visto a Walter jugando para Alemania y les dijo que Fritz no era alemán, sino del Protectorado del Sarre. Más tarde, Walter llamaría al partido en cuestión como el más importante de su vida, ya que los salvó a él y a su hermano de una sentencia en el gulag.
Debido a esta circunstancia, sus mayores éxitos llegaron cuando ya sobrepasaba los treinta años. Al margen de los dos títulos regionales (1951 y 1953) que conquistó con el Kaiserslautern, labró su gran fama y prestigio en calidad de capitán y gran figura de la selección de Alemania que ganó el Mundial de Suiza 1954.

## Selección alemana
Walter participó en la Copa Mundial de Fútbol de 1954 en Suiza, pero para aquel entonces lo tenía todo en contra: 33 años de edad, un país sin tradición futbolística que seguía destrozado por las secuelas de la Segunda Guerra Mundial y que tenía enfrente a la mejor selección del mundo en ese momento: la Hungría de József Bozsik, Zoltán Czibor, Sándor Kocsis, Nándor Hidegkuti y, sobre todo, Ferenc Puskás.
Sin embargo, Fritz Walter dirigió a su equipo con la maestría que lo convertiría en uno de los mejores jugadores de la historia y de Alemania. Al derrotar en la final al poderoso equipo húngaro por 3-2, dando una asistencia de córner en el segundo gol, la selección alemana consiguió la Copa del Mundo por primera vez. Desde ese momento el fútbol se convirtió en el deporte más popular de Alemania y comenzó así la historia de una de las mayores potencias del mundo del fútbol.
Fritz Walter, cuyo hermano Ottmar fue también un destacado futbolista, disputó con Alemania un total de 61 encuentros internacionales, en los que marcó 33 goles entre su debut en 1940 y 1958, año en que repitió capitanía nacional en el Mundial de Suecia (donde su selección se tuvo que conformar con el cuarto puesto). Tras su retirada en 1959, escribió varios libros sobre fútbol.
Falleció el 17 de junio de 2002 en Alsenborn.

## Clubes
| Equipo                | Temporadas  | Partidos | Goles | Promedio |
| --------------------- | ----------- | -------- | ----- | -------- |
| F. C. Kaiserslautern  | 1939-1959   | 364      | 357   | 0,98     |
| Selección de Alemania | 1945-1958   | 61       | 33    | 0,55     |
| Total carrera         | 1939 - 1959 | 425      | 390   | 0,91     |